# Frank Biela
Frank Biela (Neuss, 2 de agosto de 1964) é um automobilista alemão.

## História

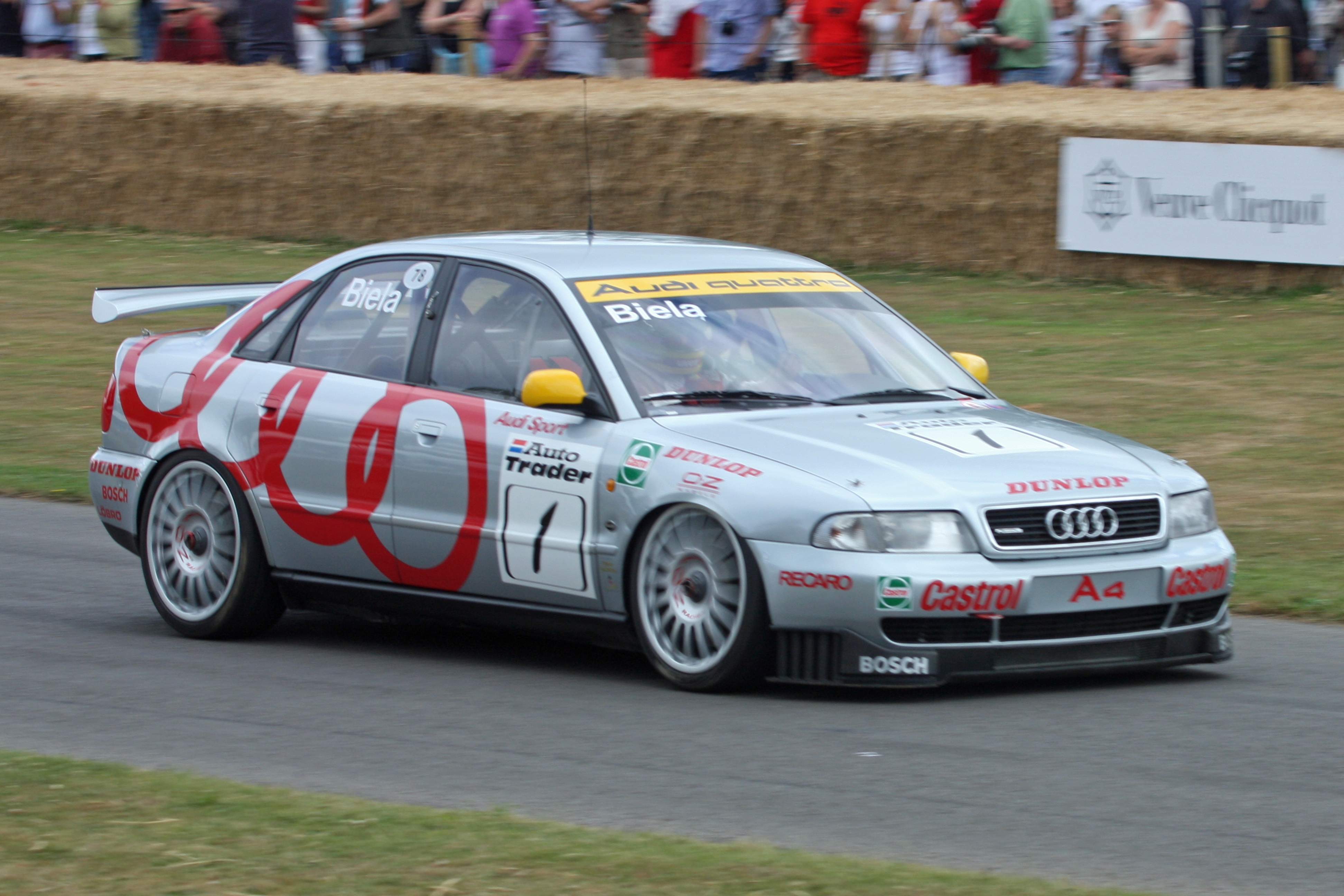
Carro de Biela da BTCC de 1996.

Começou no kart em 1983, participou entre outros em provas da Deutsche Tourenwagen Masters entre 1987 e 1992, em 2004 e 2007, da BTCC entre 1996 e 1997 e Fórmula 3. Ganhou por 5 vezes (2000, 2001, 2002, 2006, 2007) as 24 Horas de Le Mans, sempre ao volante de um Audi.

## Resultados em Le Mans
| Ano  | Equipe                    | Carro        | Colega de equipe | Colega de equipe | Resultado | Saídas  |
| ---- | ------------------------- | ------------ | ---------------- | ---------------- | --------- | ------- |
| 1999 | Audi Sport Team Joest     | Audi R8R     | Emanuele Pirro   | Didier Theys     | 3.        |         |
| 2000 | Audi Sport Team Joest     | Audi R8      | Emanuelle Pirro  | Tom Kristensen   | 1.        |         |
| 2001 | Audi Sport Team Joest     | Audi R8      | Emanuelle Pirro  | Tom Kristensen   | 1.        |         |
| 2002 | Audi Sport Team Joest     | Audi R8      | Emanuelle Pirro  | Tom Kristensen   | 1.        |         |
| 2003 | Audi Sport UK             | Audi R8      | Perry McCarthy   | Mika Salo        | --        | Defeito |
| 2004 | Audi Sport UK Team Veloqx | Audi R8      | Allan McNish     | Pierre Kaffer    | 5.        |         |
| 2005 | ADT Champion Racing       | Audi R8      | Emanuelle Pirro  | Allan McNish     | 3.        |         |
| 2006 | Audi Sport Team Joest     | Audi R10 TDI | Emanuelle Pirro  | Marco Werner     | 1.        |         |
| 2007 | Audi Sport Team Joest     | Audi R10 TDI | Emanuelle Pirro  | Marco Werner     | 1.        |         |
| 2008 | Audi Sport North America  | Audi R10 TDI | Emanuelle Pirro  | Marco Werner     | 6.        |         |